# Jacobo Hernando Fitz-James Stuart y Gómez
Jacobo Hernando Fitz-James Stuart y Gómez (n. 15 de noviembre de 1947), es un noble y aristócrata español, XVIII duque de Peñaranda de Duero y XII duque de Berwick, grande de España. Es el heredero de la Casa Ducal de Berwick de Inglaterra.

## Familia
Es hijo de María Isabel Gómez Ruiz y de Fernando Alfonso Fitz-James Stuart y Saavedra y nieto de Hernando Carlos María Teresa Fitz-James Stuart y Falcó (hermano menor de Jacobo Fitz-James Stuart y Falcó, por lo tanto, sobrino de Cayetana Fitz-James Stuart, XVIII duquesa de Alba, quien también fue la XI duquesa de Berwick para España con sus correspondientes títulos subsidiarios.
Está casado con Marta Gómez-Acebo Calonje, pero no tienen hijos. Su heredero presuntivo es su hermano, Luis Esteban Fitz-James Stuart y Gómez, XIV marqués de Valderrábano.

## Títulos nobiliarios de Jacobo Fitz-James Stuart y Gómez
Títulos nobiliarios de España:
- XVIII duque de Peñaranda de Duero (con grandeza de España) (a partir del 19 de noviembre de 1971)[2][3]
- VIII duque de la Roca (con grandeza de España) (a partir del 14 de enero de 1983)[4][3]
- VI marqués de La Laguna (con grandeza de España) (a partir del 18 de noviembre de 1982)[5][3]
- IV marqués de Viana (con grandeza de España) (a partir del 18 de noviembre de 1982)[6][3]
- XIII conde de Montijo (con grandeza de España) (a partir del 6 de octubre de 1971)[7]
- XII marqués de Coquilla[3]  (a partir del 18 de noviembre de 1982)[8]
- XVIII marqués de Sofraga (a partir del 20 de mayo de 1985)[3][9]
- XVI marqués de Villaviciosa[3] (a partir del 22 de julio de 1968)[10]
- IV conde de Urbasa[3] (a partir del 18 de noviembre de 1982)

IX conde de Torrehermosa
Títulos nobiliarios de Gran Bretaña:
- XII duque de Berwick
- XII conde de Tinmouth
- XII barón de Bosworth (a partir de 1971).

### Tratamientos
Esta tabla aún no está actualizada. Puedes contribuir aportando información sobre títulos y tratamientos de esta persona.